# Piero Gobetti
 (décembre 2018).
Piero Gobetti (Turin, 19 juin 1901 - Paris, 16 février 1926) est un journaliste et intellectuel libéral italien. Fondateur et directeur des revues Energie Nove, La Rivoluzione liberale et Il Baretti.
Influencé par la pensée libérale de Luigi Einaudi et de Benedetto Croce, il fut très tôt engagé dans la lutte contre le fascisme et défenseur de l'idée selon laquelle la seule alternative était un libéralisme renouvelé par une réflexion sur la Révolution russe et par l'ouverture des classes dirigeantes aux classes ouvrières et populaires. 
Il fut l'ami de Francesco Rèpaci et de son frère Leonida Rèpaci.
Éditeur, il publia 150 ouvrages en 3 ans et lui-même écrivit 8 ouvrages dont La Rivoluzione liberale.
Il meurt à Neuilly-sur-Seine d'une crise cardiaque, son état de santé s'étant sévèrement dégradé après une attaque violente de la part de fascistes de la squadre d'azione, quelques semaines plus tôt en Italie.
Il est inhumé au cimetière du Père-Lachaise (94e division).

## Traductions
- La révolution libérale  (trad. de l'italien par Marilène Raiola), Paris, Allia, 1999, 208 p. (ISBN 2-84485-005-7, lire en ligne)